# Exetastes femorator
Exetastes femorator är en stekelart som beskrevs av Desvignes 1856. Exetastes femorator ingår i släktet Exetastes och familjen brokparasitsteklar. Arten är reproducerande i Sverige. Inga underarter finns listade i Catalogue of Life.